# Dermasterias
Dermasterias is een geslacht van zeesterren uit de familie Asteropseidae.

## Soort
- Dermasterias imbricata (Grube, 1857)